# Bob Nelson Makengo
Bob Nelson Makengo est un réalisateur, cinéaste et photographe congolais né en 1990 à Ruhengeri au Rwanda. 

## Filmographie
- 2019 : Nuit debout[3] ;
- 2018 : E'Ville[2] ;
- 2017 : Théâtre urbain[4] ;
- 2017 : Souvenir d'été ;
- 2016 : Tabu[2] ;
- 2015 : Milinga.
- 2024 : Tongo Saa[5] ;

## Sélections et Distinctions
- 2020 : The Atlas Workshop, Festival international du film de Marrakech[6];
- 2020 : Festival du film documentaire de Saint-Louis, Saint-Louis (Sénégal) ;
- 2020 : Festival International du Film Francophone de Namur, Namur (Belgique) ;
- 2020 : Images en bibliothèques, Paris (France) ;
- 2020 : Cinéma du réel, Paris (France) ;
- 2019 : Festival international du film documentaire d'Amsterdam, Amsterdam (Pays-Bas)[7] ;